# Cerapteryx furiosa
Cerapteryx furiosa är en fjärilsart som beskrevs av Bang-haas 1910. Cerapteryx furiosa ingår i släktet Cerapteryx och familjen nattflyn. Inga underarter finns listade i Catalogue of Life.